# اتلو (واشینگتن)
اتلو (به انگلیسی: Othello) شهری در شهرستان آدامز، ایالت واشنگتن است که در سرشماری سال ۲۰۱۰ میلادی، ۷۳۶۴ نفر جمعیت داشته است. 